# Денисов, Александр Михайлович (футболист)
Алекса́ндр Миха́йлович Дени́сов (род. 23 февраля 1989, Тула) — бывший российский футболист, защитник.

## Биография

### Клубная карьера
Воспитанник тульского «Арсенала». С 2008 по 2010 год (с перерывом) играл за московское «Динамо». Дебютировал 20 июля 2008 года в матче 14-го тура чемпионата России против «Луча-Энергии» (0:1). В августе-октябре 2008 года играл в клубе Первого дивизиона «Салют-Энергия» на правах аренды. С 2010 по 2012 год выступал за брянское «Динамо». В феврале 2012 года на правах аренды перешёл в «Факел». После сезона 2012/13 вернулся в брянское «Динамо», однако в связи со снятием команды с Первенства ФНЛ вернулся в «Факел».
В январе 2013 года перешёл в тульский «Арсенал». 19 февраля 2014 года расторг контракт с командой, после чего перешёл в нижнекамский «Нефтехимик». В сезоне-2014/15 играл за астраханский «Волгарь». В июне 2015 года вновь стал игроком тульского «Арсенала». Весеннюю часть сезона-2020/21 играл на правах аренды за «Тамбов». В конце 2021 года перешёл в «СКА-Хабаровск». По окончании сезона-2021/22 покинул клуб в связи с истечением срока контракта.
В июне 2022 года находился на сборе нижнекамского «Нефтехимика», 18 июля стал игроком новомосковской команды «Аэрозоль», вышел на замену в матче чемпионата Тульской области против ГСС (2:3). 2 августа пополнил состав «КАМАЗа». По окончании осенней части сезона покинул клуб из Набережных Челнов.
В мае 2023 года присоединился к медиафутбольной команде GOATS.
7 июля 2023 года заключил контракт с тульским «Арсеналом».

### В сборной
В 2009 и 2010 годах провёл 4 матча за молодёжную сборную России в отборочном турнире к чемпионату Европы 2011 года.

## Достижения
- 2-е место в ФНЛ (выход в премьер-лигу): 2015/16
- Победитель зоны «Центр» второго дивизиона: 2012/13